# سارپ آک‌کایا
سارپ آک‌کایا (ترکی استانبولی: Sarp Akkaya؛ زادهٔ ۱۳ مهٔ ۱۹۸۰) بازیگر اهل ترکیه است. او بازیگری را در سن ۱۲ سالگی به همراه برادرش آغاز کرد از آثار او می‌توان به ایزل، حریم سلطان، گوزل و گودال اشاره کرد.